# Волшебное лекарство (мультфильм)
«Волшебное лекарство» — советский рисованный мультипликационный фильм Романа Качанова 1982 года, выпущенный киностудией «Союзмультфильм».

## Сюжет
Мальчик Митя сидит дома, потому что во дворе друг Валера обозвал его трусом за то, что он испугался соседской собаки. Он видит на столе дедушкины таблетки. Дедушка говорит мальчику, чтобы он не трогал таблетки — они волшебные: кто их съест, сразу окаменеет. И добавляет, что от этих таблеток каменеют только дети, а для взрослых это обычное лекарство от простуды.
Митя размышляет, кого из обидчиков — собаку или товарища — угостить таблеткой, чтобы тот окаменел, но, оказывается, никто из них не достоин такой участи. Выясняется, что каждый из них имеет и положительные качества, которые значительно превосходят их отрицательные стороны. Сосед рассказывает Мите, что собака несла службу в пограничных войсках, где получила ранение. А Валера успевает спасти мальчика Сашу, выбежавшего на дорогу за мячиком, из-под колёс грузовика. Проверив, что с Сашком всё в порядке, Валера даёт ему таблетку, ранее полученную от Мити под видом конфеты. Митя не даёт Сашку съесть таблетку, которую подбирает котёнок, тут же забравшийся на дерево. Мите с трудом удаётся забрать таблетку обратно. Валера сердито спрашивает Митю насчёт его поведения, но Митя просит его не сердится и добавляет, что завтра принесёт ему шоколадку, Сашку — мороженое, а котёнка угостит колбасой.
Митя возвращает дедушке таблетку, который выбрасывает её в окно, говоря, что пошутил. Таблетка падает в пруд, который тут же застывает (потому что наступила зима). На следующий день Митя выходит на застывший пруд и поскальзывается на льду. Наблюдая за дедушкой, катающимся на коньках, он стучит по льду и удивлённо произносит: «А говорил, что просто пошутил».

## Съёмочная группа
| автор сценария             | Анатолий Тараскин |
| кинорежиссёр               | Роман Качанов |
| художник-постановщик       | Наталья Орлова |
| кинооператор               | Михаил Друян |
| звукооператор              | Борис Фильчиков |
| музыкальное оформление     | Александр Гольдштейн |
| художники-мультипликаторы: | Антонина Алёшина, Марина Восканьянц, Александр Дорогов, Эльвира Маслова, Виолетта Колесникова, Александр Панов                                                             |
| роли озвучивали:           | Ольга Громова — Митя Юрий Волынцев — дедушка Мария Виноградова — Валера, старший мальчик Маргарита Корабельникова — Сашок, младший мальчик Виктор Филиппов — хозяин собаки |
| редактор                   | Наталья Абрамова |
| директор съёмочной группы  | Николай Евлюхин |